# Copa del Generalísimo de fútbol 1947-48
La Copa del Generalísimo de Fútbol de 1948 fue la edición número 44 de la competición de Copa en España. La conquistó el Sevilla C. F., en lo que fue su tercer título copero. Se disputó desde el 14 de septiembre de 1947 hasta el 4 de julio de 1948. Los participantes fueron:
- Los 14 equipos de Primera División: los 6 últimos intervienen a partir de la Quinta Ronda, mientras que los 8 primeros lo hacen en 1/8 Final.
- los 14 de Segunda División: intervienen a partir de la Quinta Ronda.
- Los 112 equipos de Tercera División.

## Primera Ronda
Esta primera ronda se jugó el 14 de septiembre con los equipos de Tercera División a partido único en el terreno del equipo que figura en primer lugar. Los partidos de desempate se jugaron el 16 de septiembre. 
| Equipo 1                  | Resultado          | Equipo 2                    |
| ------------------------- | ------------------ | --------------------------- |
| Pontevedra CF             | 8–0                | Berbés CF                   |
| Cultural Leonesa          | 1–0                | Maestranza Aérea de León    |
| Langreano CF              | 0–0 (0–2 des.)*    | Círculo Popular             |
| Gimnástica de Torrelavega | 2–1                | SD Barreda                  |
| CD Logroñés               | 4–3                | Maestranza Aérea de Logroño |
| Arenas Club de Guecho     | 2–0                | SD Indauchu                 |
| Arenas SD                 | 3–1                | SD Escoriaza                |
| Club Atlético Saguntino   | 3–0                | CD Acero                    |
| CD Atlético Baleares      | 5–1                | CD Constancia               |
| CD San Andrés             | 2–4                | SD España Industrial        |
| AR Chamberí               | 3–1                | AD Plus Ultra               |
| Tomelloso CF              | 3–1                | Gimnástico Alcázar          |
| Cartagena CF              | 1–0                | Sociedad Gimnástica Abad    |
| Alicante CF               | 0–0 (2–4 des.) (2) | Elche CF                    |
| Real Balompédica Linense  | 2–3                | Algeciras CF                |
| SD Ceuta                  | 0–2                | Club Atlético de Tetuán     |

(1) Se disputó un partido de desempate el 16 de septiembre en La Felguera.
(2) Se disputó un partido de desempate el 16 de septiembre en Elche.

## Segunda Ronda
La segunda ronda se jugó el 19 de octubre con los equipos de Tercera División a partido único en el terreno del equipo que figura en primer lugar. 
| Equipo 1                      | Resultado          | Equipo 2                |
| ----------------------------- | ------------------ | ----------------------- |
| Sociedad Gimnástica Lucense   | 9–0                | Betanzos CF             |
| CD Juvenil                    | 3–1                | Arsenal CF              |
| Real Juvencia CF              | 1–3                | Círculo Popular         |
| Santiago CF                   | 5–2                | Arosa SD                |
| Pontevedra CF                 | 3–1                | UD Orensana             |
| Club Lemos                    | 4–2                | SD Ponferradina         |
| Real Avilés                   | 3–1                | CD Gijonés              |
| Gimnástica de Torrelavega     | 3–0                | Rayo Cantabria          |
| CD Sueca                      | 1–3                | CD Játiva               |
| Real Santander SD             | 6–1                | Santoña CF              |
| Cultural Leonesa              | 3–1                | Caudal Deportivo        |
| Sociedad Gimnástica de Burgos | 4–0                | CF Palencia             |
| Arenas Club                   | 3–0                | CD Guecho               |
| SD España Industrial          | 0–2                | UD Sans                 |
| UD San Martín                 | 3–2 (1)            | Igualada CF             |
| SD Erandio                    | 2–1                | Sestao SC               |
| CA Osasuna                    | 7–1                | Real Unión de Irún      |
| CD Logroñés                   | 8–1                | CD Izarra               |
| Cultural de Durango           | 4–0                | Tolosa CF               |
| CD Alavés                     | 2–1                | CD Mirandés             |
| CD Numancia                   | 1–0                | CD Tudelano             |
| Real Zaragoza                 | 4–0                | CD Tauste               |
| Club Atlético de Zaragoza     | 3–2                | SD Huesca               |
| Arenas SD                     | 3–0                | CD Belchite             |
| CD Segarra                    | 2–1                | Club Atlético Saguntino |
| Gerona CF                     | 6–1                | CD Granollers           |
| CD Júpiter                    | 3–1                | Atlético Baleares       |
| CF Reus Deportivo             | 1–0                | CD Tortosa              |
| UD Lérida                     | 4–0                | Tarrasa CF              |
| Real Ávila                    | 7–0                | Gimnástica Segoviana    |
| Club Atlético de Zamora       | 3–1                | UD Salamanca            |
| CD Badajoz                    | 3–1                | CP Cacereño             |
| Tomelloso CF                  | 4–1                | CD Manchego             |
| CD Toledo                     | 3–1                | CD Talavera             |
| AD Ferroviaria                | 0–2                | Albacete Balompié       |
| Imperial CF                   | 7–0                | CD Cieza                |
| Elche CF                      | 4–2                | CD Eldense              |
| CD Almoradí                   | 1–2                | Crevillente CF          |
| Cartagena CF                  | 2–0                | Orihuela Deportiva CF   |
| Unión Olímpica Jienense       | 2–1                | CD Iliturgi             |
| UD Almería                    | 4–0                | CD Linares              |
| Unión Balompédica Conquense   | 1–2                | AR Chamberí             |
| Recreativo de Huelva          | 6–2                | Calavera CF             |
| Real Betis Balompié           | 2–0                | Coria CF                |
| UD Melilla                    | 1–3                | Larache CF              |
| Club Atlético de Tetuán       | 4–3                | Algeciras CF            |
| Cádiz CF                      | 2–0                | CD San Fernando         |
| Electromecánica CF            | 1-1 (1–3 des.) (2) | CF Antequerano          |

(1) UD San Martín fue descalificado posteriormente, por lo que Igualada CF se clasificó pese a haber perdido la eliminatoria.
(2) Partido de desempate disputado en Antequera (21-10-1947).

## Tercera Ronda
Esta tercera ronda se jugó el 28 de diciembre con los equipos de Tercera División a partido único en el terreno del equipo que figura en primer lugar. 
| Equipo 1                      | Resultado          | Equipo 2                  |
| ----------------------------- | ------------------ | ------------------------- |
| Sociedad Gimnástica Lucense   | 3–2                | CD Juvenil                |
| Pontevedra CF                 | 6–0                | Santiago CF               |
| CD Alavés                     | 0–2                | CA Osasuna                |
| Cultural Leonesa              | 2–0                | Club Lemos                |
| Círculo Popular               | 2–0                | Real Avilés CF            |
| Real Santander SD             | 4–1                | Gimnástica de Torrelavega |
| Cultural de Durango           | 2–1                | SD Erandio                |
| Sociedad Gimnástica de Burgos | 2–1                | Arenas Club               |
| CD Logroñés                   | 2–0                | CD Numancia               |
| Igualada CF                   | 1–2                | UD Sans                   |
| CF Reus Deportivo             | 3–2                | CD Segarra                |
| Club Atlético de Zaragoza     | 4–1                | Arenas SD                 |
| UD Lérida                     | 1-1 (1–0 des.) (1) | Real Zaragoza             |
| CD Júpiter                    | 1–0                | Gerona CF                 |
| Albacete Balompié             | 3–0                | CD Játiva                 |
| Crevillente CF                | 4-3                | Elche CF                  |
| Imperial CF                   | 2–1                | Cartagena CF              |
| Real Ávila CF                 | 4–2                | Club Atlético de Zamora   |
| CD Badajoz                    | 3-1                | Recreativo de Huelva      |
| Tomelloso CF                  | 5–0                | Unión Olímpica Jienense   |
| CF Antequerano                | 2–1                | UD Almería                |
| Real Betis Balompié           | 5-0                | Cádiz CF                  |
| AR Chamberí                   | 3–6                | CD Toledo                 |
| Club Atlético de Tetuán       | 3–2                | Larache CF                |

(1) Se disputó un partido de desempate en Zaragoza el 1 de enero de 1948.

## Cuarta Ronda
Esta cuarta ronda se jugó el 21 de marzo con los equipos de Tercera División a partido único en el terreno del equipo que figura en primer lugar. Los partidos Cultural y Deportiva Leonesa - Círculo Popular, CD Toledo - Real Ávila CF y el Real Betis Balompié - CD Badajoz se disputaron el 19 de marzo y el UD Sans - CD Júpiter el 1 de abril. 
| Equipo 1                    | Resultado          | Equipo 2                      |
| --------------------------- | ------------------ | ----------------------------- |
| Sociedad Gimnástica Lucense | 5–2                | Pontevedra CF                 |
| Cultural Leonesa            | 1–0                | Círculo Popular               |
| Real Santander SD           | 5–1                | Cultural de Durango           |
| CA Osasuna                  | 4–1                | Sociedad Gimnástica de Burgos |
| Club Atlético de Zaragoza   | 2–1                | CD Logroñés                   |
| CF Reus Deportivo           | 1–2                | UD Lérida                     |
| UD Sans                     | 2–0                | CD Júpiter                    |
| Tomelloso CF                | 5-0                | Albacete Balompié             |
| CD Toledo                   | 4–2                | Real Ávila CF                 |
| Real Betis Balompié         | 2–1                | CD Badajoz                    |
| Crevillente CF              | 1-1 (0-1 des.) (1) | Imperial CF                   |
| CF Antequerano              | 2–0                | Club Atlético de Tetuán       |

(1) Se disputó un partido de desempate en Murcia el 23 de marzo de 1948.

## Quinta Ronda
Esta quinta ronda se jugó el 18 de abril y ya entraron los 14 equipos de la Segunda División más los seis peores clasificados de la Primera. La eliminatoria se disputó a partido único en el terreno del equipo que figura en primer lugar. 
| Equipo 1                    | Resultado          | Equipo 2                |
| --------------------------- | ------------------ | ----------------------- |
| Sociedad Gimnástica Lucense | 0-3                | Club Ferrol             |
| Deportivo de La Coruña      | 5–2                | CA Osasuna              |
| Cultural Leonesa            | 0-4                | Real Oviedo             |
| Real Santander SD           | 1-5                | Real Gijón              |
| Club Atlético de Zaragoza   | 0-3                | Real Sociedad de Fútbol |
| UD Lérida                   | 1-1 (2-5 des.) (1) | CD Sabadell CF          |
| RCD Mallorca                | 2-2 (4-5 des.) (2) | Baracaldo CF            |
| CF Badalona                 | 5–3                | UD Sans                 |
| CD Castellón                | 4–3                | Hércules CF             |
| Tomelloso CF                | 1-1 (1-2 des.) (3) | CD Alcoyano             |
| Real Murcia CF              | 3–0                | Levante UD              |
| CD Mestalla                 | 4–1                | Imperial CF             |
| Real Madrid CF              | 1–0                | RCD Córdoba             |
| Granada CF                  | 4-1                | Real Betis Balompié     |
| CD Málaga                   | 11–4               | CD Toledo               |
| Real Valladolid             | 5–0                | CF Antequerano          |

(1) Se disputó un partido de desempate en Sabadell (20-04-1948).
(2) Se disputó un partido de desempate en Barcelona (22-04-1948).
(3) Se disputó un partido de desempate en Alcoy (21-04-1948).

## Sexta Ronda
Esta quinta ronda se jugó el 25 de abril aún no entraron los 8 equipos de Primera que aún no debutaron. La eliminatoria se disputó a partido único en el terreno del equipo que figura en primer lugar. 
| Equipo 1        | Resultado | Equipo 2               |
| --------------- | --------- | ---------------------- |
| Real Oviedo     | 4–1       | Deportivo de La Coruña |
| Club Ferrol     | 4–1       | Real Gijón             |
| Real Sociedad   | 2–0       | CD Sabadell CF         |
| CF Badalona     | 3–1       | Baracaldo CF           |
| Real Madrid CF  | 4–2       | CD Málaga              |
| Real Valladolid | 4–1       | Granada CF             |
| CD Castellón    | 3–0       | CD Alcoyano            |
| Real Murcia CF  | 5–0       | CD Mestalla            |

## Fase Final
La fase final estuvo formada por 3 rondas eliminatorias a doble partido con sorteo puro entre los ganadores de la ronda anterior más los ocho equipos de Primera que todavía no habían participado en la Copa. Los equipos derrotados en semifinales jugaron una final de consolación en Barcelona) el 3 de julio mientras que la gran final se disputó el 4 de julio en Madrid. 
|  | Octavos de final             | Octavos de final      | Octavos de final      |                         |   | Cuartos de final        | Cuartos de final        | Cuartos de final        |  |  | Semifinales              | Semifinales              | Semifinales              |  |  | Final      | Final      | Final      |
|  | 2 de mayo - 9 de mayo        | 2 de mayo - 9 de mayo | 2 de mayo - 9 de mayo |                         |   | 16 de mayo - 23 de mayo | 16 de mayo - 23 de mayo | 16 de mayo - 23 de mayo |  |  | 6 de junio - 13 de junio | 6 de junio - 13 de junio | 6 de junio - 13 de junio |  |  | 4 de julio | 4 de julio | 4 de julio |
|  |                              |                       |                       |                         |   |                         |                         |                         |  |  |                          |                          |                          |  |  |            |            |            |
|  |                              |                       |                       |                         |   |                         |                         |                         |  |  |                          |                          |                          |  |  |            |            |            |
|  |                              |                       |                       |                         |   |                         |                         |                         |  |  |                          |                          |                          |  |  |            |            |            |
|  | CF Badalona                  | 2                     | 0                     |                         |   |                         |                         |                         |  |  |                          |                          |                          |  |  |            |            |            |
|  | CF Badalona                  | 2                     | 0                     |                         |   |                         |                         |                         |  |  |                          |                          |                          |  |  |            |            |            |
|  | CD Castellón                 | 1                     | 2                     |                         |   |                         |                         |                         |  |  |                          |                          |                          |  |  |            |            |            |
|  | CD Castellón                 | 1                     | 2                     | CD Castellón            | 1 | 0                       |                         |                         |  |  |                          |                          |                          |  |  |            |            |            |
|  |                              |                       |                       |                         | 1 | 0                       |                         |                         |  |  |                          |                          |                          |  |  |            |            |            |
|  |                              | Sevilla CF            | 1                     | 7                       |   |                         |                         |                         |  |  |                          |                          |                          |  |  |            |            |            |
|  | Club Atlético de Bilbao      | Sevilla CF            | 1                     | 7                       | 2 | 0                       |                         |                         |  |  |                          |                          |                          |  |  |            |            |            |
|  | Club Atlético de Bilbao      |                       |                       |                         | 2 | 0                       |                         |                         |  |  |                          |                          |                          |  |  |            |            |            |
|  | Sevilla CF                   | 1                     | 2                     |                         |   |                         |                         |                         |  |  |                          |                          |                          |  |  |            |            |            |
|  | Sevilla CF                   | 1                     | 2                     | Sevilla CF              | 7 | 0                       |                         |                         |  |  |                          |                          |                          |  |  |            |            |            |
|  |                              |                       |                       |                         | 7 | 0                       |                         |                         |  |  |                          |                          |                          |  |  |            |            |            |
|  |                              | Real Sociedad         | 1                     | 1                       |   |                         |                         |                         |  |  |                          |                          |                          |  |  |            |            |            |
|  | Club Gimnástico de Tarragona | Real Sociedad         | 1                     | 1                       | 2 | 2                       |                         |                         |  |  |                          |                          |                          |  |  |            |            |            |
|  | Club Gimnástico de Tarragona |                       |                       |                         | 2 | 2                       |                         |                         |  |  |                          |                          |                          |  |  |            |            |            |
|  | Real Sociedad                | 3                     | 3                     |                         |   |                         |                         |                         |  |  |                          |                          |                          |  |  |            |            |            |
|  | Real Sociedad                | 3                     | 3                     | Real Sociedad           | 3 | 0                       |                         |                         |  |  |                          |                          |                          |  |  |            |            |            |
|  |                              |                       |                       |                         | 3 | 0                       |                         |                         |  |  |                          |                          |                          |  |  |            |            |            |
|  |                              | Valencia CF           | 2                     | 0                       |   |                         |                         |                         |  |  |                          |                          |                          |  |  |            |            |            |
|  | Valencia CF                  | Valencia CF           | 2                     | 0                       | 6 | 1                       |                         |                         |  |  |                          |                          |                          |  |  |            |            |            |
|  | Valencia CF                  |                       |                       |                         | 6 | 1                       |                         |                         |  |  |                          |                          |                          |  |  |            |            |            |
|  | Real Valladolid              | 0                     | 0                     |                         |   |                         |                         |                         |  |  |                          |                          |                          |  |  |            |            |            |
|  | Real Valladolid              | 0                     | 0                     | Sevilla CF              | 4 |                         |                         |                         |  |  |                          |                          |                          |  |  |            |            |            |
|  |                              |                       |                       |                         | 4 |                         |                         |                         |  |  |                          |                          |                          |  |  |            |            |            |
|  |                              | Celta de Vigo         | 1                     |                         |   |                         |                         |                         |  |  |                          |                          |                          |  |  |            |            |            |
|  | RCD Español                  | Celta de Vigo         | 1                     | 2                       | 1 |                         |                         |                         |  |  |                          |                          |                          |  |  |            |            |            |
|  | RCD Español                  |                       |                       |                         | 1 |                         |                         |                         |  |  |                          |                          |                          |  |  |            |            |            |
|  | Real Madrid CF               | 1                     | 0                     |                         |   |                         |                         |                         |  |  |                          |                          |                          |  |  |            |            |            |
|  | Real Madrid CF               | 1                     | 0                     | RCD Español             | 2 | 2                       |                         |                         |  |  |                          |                          |                          |  |  |            |            |            |
|  |                              |                       |                       |                         | 2 | 2                       |                         |                         |  |  |                          |                          |                          |  |  |            |            |            |
|  |                              | Real Murcia           | 0                     | 2                       |   |                         |                         |                         |  |  |                          |                          |                          |  |  |            |            |            |
|  | Real Murcia CF               | Real Murcia           | 0                     | 2                       | 2 | 2                       |                         |                         |  |  |                          |                          |                          |  |  |            |            |            |
|  | Real Murcia CF               |                       |                       |                         | 2 | 2                       |                         |                         |  |  |                          |                          |                          |  |  |            |            |            |
|  | Real Oviedo                  | 0                     | 2                     |                         |   |                         |                         |                         |  |  |                          |                          |                          |  |  |            |            |            |
|  | Real Oviedo                  | 0                     | 2                     | RCD Español             | 1 | 2                       |                         |                         |  |  |                          |                          |                          |  |  |            |            |            |
|  |                              |                       |                       |                         | 1 | 2                       |                         |                         |  |  |                          |                          |                          |  |  |            |            |            |
|  |                              | Celta de Vigo (1)     | 1                     | 2                       |   |                         |                         |                         |  |  |                          |                          |                          |  |  |            |            |            |
|  | Club Atlético de Madrid      | Celta de Vigo (1)     | 1                     | 2                       | 2 | 0                       |                         |                         |  |  |                          |                          |                          |  |  |            |            |            |
|  | Club Atlético de Madrid      |                       |                       |                         | 2 | 0                       |                         |                         |  |  |                          |                          |                          |  |  |            |            |            |
|  | CF Barcelona                 | 0                     | 0                     |                         |   |                         |                         |                         |  |  |                          |                          |                          |  |  |            |            |            |
|  | CF Barcelona                 | 0                     | 0                     | Club Atlético de Madrid | 5 | 1                       |                         |                         |  |  |                          |                          |                          |  |  |            |            |            |
|  |                              |                       |                       |                         | 5 | 1                       |                         |                         |  |  |                          |                          |                          |  |  |            |            |            |
|  |                              | Celta de Vigo         | 5                     | 2                       |   |                         |                         |                         |  |  |                          |                          |                          |  |  |            |            |            |
|  | Club Ferrol                  | Celta de Vigo         | 5                     | 2                       | 2 | 0                       |                         |                         |  |  |                          |                          |                          |  |  |            |            |            |
|  | Club Ferrol                  |                       |                       |                         | 2 | 0                       |                         |                         |  |  |                          |                          |                          |  |  |            |            |            |
|  | Celta de Vigo                | 2                     | 4                     |                         |   |                         |                         |                         |  |  |                          |                          |                          |  |  |            |            |            |

(1) Partidos de desempate disputados en Madrid (27-06-1948 (2-2) y 30-06-1948 (1-2)).